# B형 주계열성

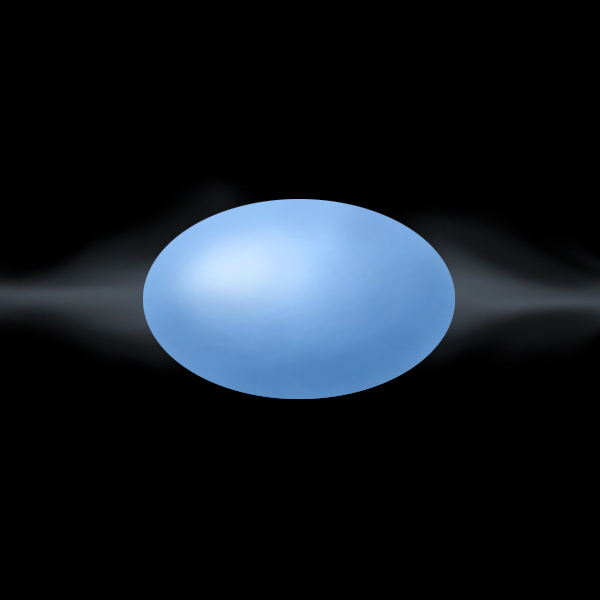
B형 주계열성의 대표적 예인 아케르나르. 보통 B형 주계열성들은 자전속도가 매우 빠르며 극단적인 경우 이 별처럼 회전 타원체의 모습을 하고 있다.

B형 주계열성(B V)은 분광형은 B에 광도분류는 V에 속하는 주계열성이다. 이 분류에 속하는 항성의 질량은 태양의 최소 2배부터 최대 16배 사이이며 표면온도는 10000 ~ 30000 켈빈 사이에서 형성된다. 분광형 B 항성은 매우 밝고, 푸른 빛을 띠며, 스펙트럼에는 중성헬륨(B2 분광형에서 가장 뚜렷함)과 완만한 수소선이 나타난다. 태양과 같은 G V형 항성에 비하여 이들은 훨씬 격렬하면서 빠른 속도로 자신의 수소를 태우기 때문에 주계열에 머무는 기간은 수천만~수억 년에 불과하다. 밤하늘의 별 중 대표적인 B형 주계열성으로는 레굴루스와 알골 A가 있다.

## 내력
이 분광형 개념은 하버드 항성 분광 순서(Harvard sequence of stellar spectra)에서 처음 등장했으며 하버드 측광 목록 개정판(Revised Harvard photometry catalogue)에 수록되었다. B형 항성의 정의는 다음과 같았다. "이온화되지 않은 헬륨선이 나타나는 동시에 스펙트럼상 파랑-보라 부분에서 단독 이온화된 헬륨이 없음." B형을 포함한 모든 분광형들은 알파벳 뒤에 숫자를 붙여 세분하여 인접 분광형과 얼마나 성질이 비슷한지를 나타냈다. 여기에 따르면 B2와 A 분광형 사이 거리는 B0와 A의 5분의 1이다.
그러나 이후 보다 정확하게 추출된 B0형 항성 스펙트럼에는 이온화된 헬륨선들이 나타났다. 마찬가지로 A0형 항성 스펙트럼에도 이온화되지 않은 헬륨의 선이 미약하게 나타난다. 이후의 항성 분광 목록들은 특정 주파수에서의 흡수선 강도를 측정하거나, 다른 선들간의 강도를 비교한 값에 기초하여 항성들을 분류했다. 예를 들면 MK 분류체계에서 B0 분광형은 420 nm보다 439 nm에서 더 강한 선이 나타난다. 수소선의 발머계열은 B형을 지나면서 점차 강해지다가 A2에서 최고조를 보인다. 이온화된 규소선은 B형 항성의 하위분류를 결정하는 데에, 마그네슘선은 온도분류 사이를 구별하는 데 사용된다.
B 분광형 항성에는 바깥쪽 대기에 대류층이 없고 코로나도 없다. 이런 별들은 태양처럼 더 작은 항성들에 비해 질량을 빠르게 잃으며 항성풍 속도는 초당 3000 킬로미터에 이른다. B형 주계열성은 열핵반응 중 CNO 순환을 통해 에너지를 만들어낸다. CNO 순환은 온도에 매우 민감하기 때문에 에너지 생산 장소는 별 중심부에 심하게 집중되어 핵 주변에 대류층을 만든다. 이 때문에 수소 연료는 핵융합으로 생성되는 헬륨과 꾸준히 섞여나가게 된다. B형 항성 다수는 매우 빠르게 회전하는데 적도에서의 자전속도는 초속 200 킬로미터에 이른다.

## Be형 항성
'Be형 항성'으로 알려진 분광천체는 질량이 크지만 초거성은 아니면서 1개 이상의 발머 방출선 및 항성으로부터 뿜어져 나오는 수소 스펙트럼 계열을 보여주거나, 혹은 예전에 보여준 적이 있는 천체로 정의할 수 있다. 일반적으로 Be형 항성은 항성풍이 비정상적으로 강력하며, 표면온도가 높고, 빠르게 회전하면서 별의 질량이 마찰을 막대한 규모로 일으키는 등의 특징을 보여준다.

## 분광기준별
| 분광형 | 반지름 (R☉) | 질량 (M☉) | 유효온도 (K) | log g |
| ------ | ----------- | --------- | ------------ | ----- |
| B0V    | 10          | 17        | 25,000       | 4     |
| B1V    | 6.42        | 13.21     | 25,400       | 3.9   |
| B2V    | 5.33        | 9.11      | 20,800       | 3.9   |
| B3V    | 4.8         | 7.6       | 18,800       | 4     |
| B5V    | 3.9         | 5.9       | 15,200       | 4     |
| B6V    | 3.56        | 5.17      | 13,800       | 4     |
| B7V    | 3.28        | 4.45      | 12,400       | 4.1   |
| B8V    | 3           | 3.8       | 11,400       | 4.1   |
| B9V    | 2.7         | 3.29      | 10,600       | 4.1   |

존슨·모건은 1953년 여키스 도감 체계 개정판에서 B형 분광형 기준별을 다수 선정하였으나 이들 모두가 현재까지 표준별로 인정받는 것은 아니다. B형 주계열성 중 모건-키넌 분광형 분류 체계의 '기준점'(적어도 1940년대 이후 지금까지 바뀌지 않은 기준별들)은 다음과 같다.
- B0 V: 오리온자리 웁실론
- B3 V: 마차부자리 에타, 큰곰자리 에타[12][13]

이 기준별들 외에 모건·키넌은 1973년 발표한 MK 분류에서 기준별들을 다음과 같이 선정했다.
- B0 V: 전갈자리 타우
- B1 V: 전갈자리 오메가, 오리온자리 42
- B2 V: 전갈자리 22
- B5 V: 마차부자리 로
- B8 V: 황소자리 18

1978년 앱트·탭스코트는 MK 분광형 아틀라스 개정판에서 다음 기준별들을 추가했다.
- B2 V: 전갈자리 베타2
- B3 V: 페르세우스자리 29
- B5 V: HD 36936
- B7 V: HD 21071

1994년 그레이·개리슨은 다음 기준별 둘을 추가했다.
- B9 V: 화로자리 오메가 A, HR 2328

B4 V 기준별을 제시한 사람은 1968년 레시가 유일하다.
- B4 V: 사자자리 90

B6 V 기준별을 무엇으로 할 것인지에 대한 합의는 아직 결론이 나지 않았다.

## 화학적 특이성
분광형 B0~B3에 해당되는 일부 항성의 스펙트럼에는 이온화되지 않은 헬륨선이 뚜렷하게 나타난다. 이렇게 화학적으로 특이한 별들을 '강헬륨 항성'(helium-strong star)이라고 부른다. 이런 별들은 광구에 강력한 자기장이 형성된다. 반대로 '약헬륨 항성'(helium-weak star)도 존재하는데 이런 별들은 1. 뚜렷한 수소 스펙트럼, 2. 강헬륨 항성보다 약한 헬륨선을 보인다. 분광형 B7~B9에서는 수은-망가니즈 항성이 존재한다. 앞서 서술한 Be형 별 또한 뚜렷한 수소 스펙트럼 방출선을 보여준다.

## 외계 행성
B형 주계열성 중 행성을 거느린 별들이 발견되었는데 대표적으로 HIP 78530을 들 수 있다.

## 예시
다음 목록은 지구에서 100광년 이내에 있는 B형 주계열성들로, 단 4개뿐이다.
| 이름        | 바이어 기호           | 분광형     | 질량(태양=1) | 거리(광년) | 비고 |
| ----------- | --------------------- | ---------- | ------------ | ---------- | ---- |
| 레굴루스 Aa | 사자자리 알파 A       | B7 Ve      | 3.4          | 77.5       |      |
| 알고라브 A  | 까마귀자리 델타 A     | B9.5-A0 V  | 2.5          | 87.9       |      |
| 알골 A      | 페르세우스자리 베타 A | B5-8 V     | 3.6          | 92.8       |      |
| 알페라츠 A  | 안드로메다자리 알파 A | B8-9 V-IVp | ?            | 97.1       |      |

출처: (영어) 100광년 이내에 있는 B형 항성들 (Solstation)

## 같이 보기
- 허빅 Ae/Be 별